# Estadio Anacleto Campanella
El Estadio Municipal Anacleto Campanella es el estadio utilizado por Associação Desportiva São Caetano, que pertenece a la prefectura de São Caetano do Sul en la Región Metropolitana de São Paulo en Brasil. Tiene una capacidad para 22 738 espectadores.
En noviembre de 2007 a mayo de 2008, el estadio pasó por reformas estructurales, es así que estuvo seis meses sin albergar partidos. En la reinauguración, que fue el 30 de mayo de 2008, el São Caetano venció al Vila Nova por 1 a 0 en el juego válido por la Serie B del Campeonato Brasileño de aquel año.